# 서산테크노밸리

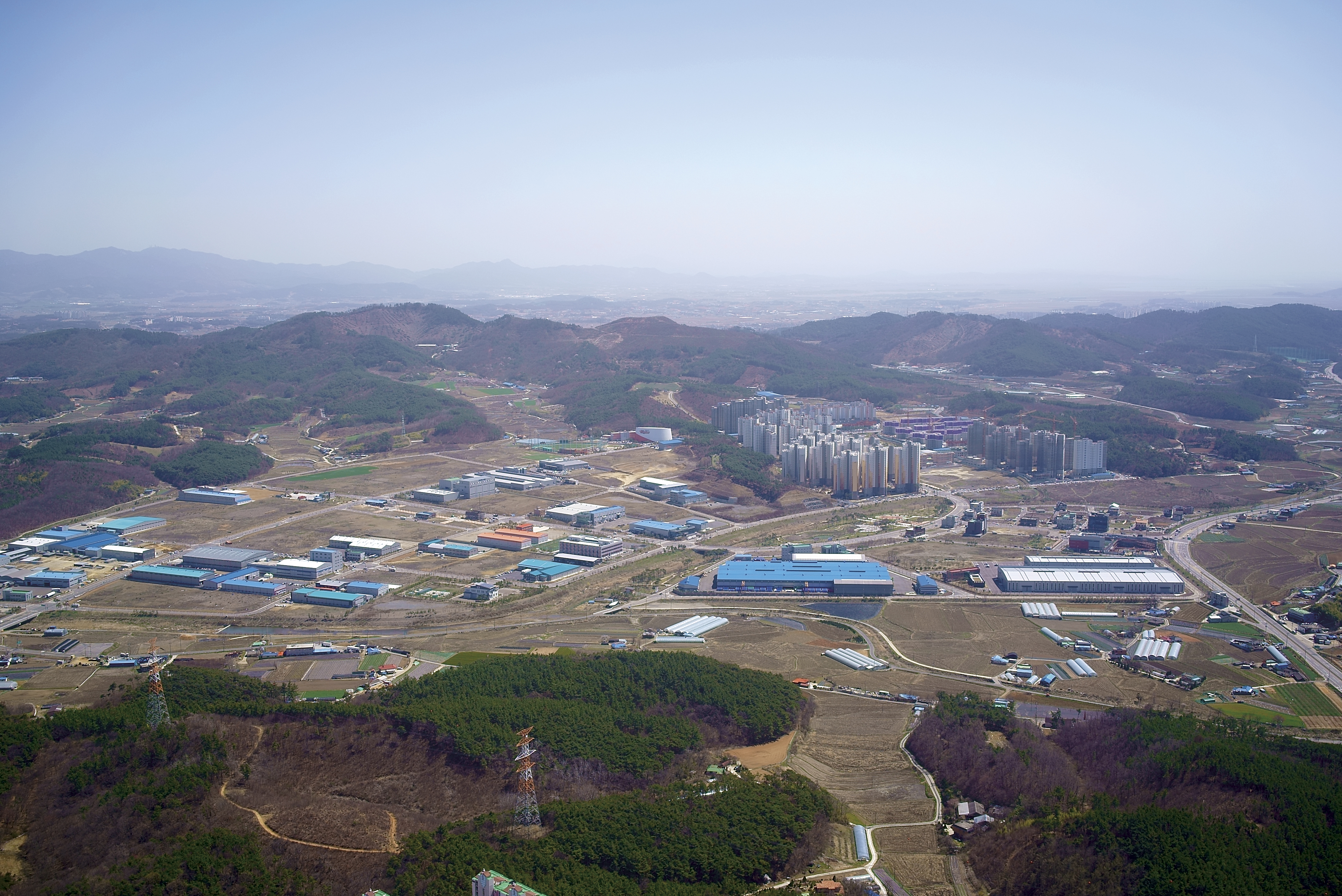
서산테크노밸리 전경

서산테크노밸리(瑞山 - , 영어: Seosan Techno Valley)는 충남 서산시 성연면 왕정리, 오사리, 일람리, 평리 일원에 조성된 일반산업단지이다. 서산테크노밸리는 주거와 상업, 산업이 복합된 첨단산업단지로, 2007년부터 ㈜서산테크노밸리(한화도시개발, 서산시, 산업은행 특수목적법인)가 개발시행하여 2014년 4월 15일에 1단계구역이 준공인가 되었다.
현재까지 조성된 총면적은 1,985,848.1m2에 산업시설면적이 771,091.8m2, 주거용지 379,121.8m2, 상업·근린생활시설, 체육시설용지 등의 기타 지원용지 835,634.5m2이다. 분양이 완료된 주거용지에는 힐스테이트, 이안, 이편한세상, 고운하이츠 등 약 6,353세대의 주거단지가 조성 중이며, 약96%의 분양률을 보이는 산업시설용지에는 ㈜가나스틸, ㈜위스코, 서산솔라벤처단지 등 36개의 공장이 가동 중에 있다.